# Trgovinski sporazum
Trgovinski sporazum (poznat i kao trgovinski pakt) predstavlja širok raspon dogovora koji uključuju poreze, carine i međunarodnu razmenu, a često i investicione garancije. Najčešći trgovinski sporazumi su trgovinske olakšice i slobodna trgovina, koji se uspostavljaju u cilju smanjivanja (ili ukidanja) carina, uvoznih kvota i ostalih trgovinskih ograničenja kojima podležu predmeti međunarodne razmene.

## Logika
Logika formalnih trgovinskih sporazuma je takva da se u kratkim crtama pokazuje šta je dogovoreno i koje su kazne za odstupanje od pravila koja su postavljena u sporazumu. Dakle, trgovinski sporazumi sprečavaju nerazumevanja i daju do znanja obema stranama da će varanje biti kažnjeno; ovim je povećana verovatnoća za dugoročnu saradnju. Internacionalna organizacija, kao što je IMF, može dublje da podstiče saradnju kontrolišući saglasnost sa ugovorima i prijavljujući kršenje pravila treće zemlje. Nadgledanje od strane internacionalnih agencija bi bilo potrebno i za detektovanje netarifnih barijera, koje su skriveni stvaraoci trgovinskih barijera.

## Klasifikacija trgovinskih sporazuma

### Po broju i tipu potpisnika
Postoje tri različita tipa trgovinskih sporazuma. Prvi je unilateralni trgovinski sporazum, koji predstavlja situaciju kada jedna država želi da umanji neka trgovinska ograničenja, ali nijedna druga država ne želi da stupi u sporazum. Ovo takođe dozvoljava državama da smanje količinu trgovinskih ograničenja. Ova vrsta dogovora se ne događa često i može znatno da ošteti neku državu.
Drugi se klasifikuje kao bilateralni sporazum, koji se potpisuje između dve strane, gde svaka strana može da bude država(ili druga carinska teritorija), trgovinski blok ili neformalna grupa država(ili druga carinska teritorija). Smanjivanjem trgovinskih barijera dveju država, kako bi se obezbedio bolji napredak domaćih kompanija, postiže se smanjivanje poreza i poboljšanje trgovinskog statusa dveju država. Ova situacija se uglavnom dešava kada su u pitanju manje razvijene domaće industrije, koje su najčešće: automobilska, naftna i prehrambena industrija.
Trgovinski sporazum potpisan između više strana(koje su najčešće susedne ili iz istog regiona) se klasifikuje kao multilateralni, koji predstavljaju najkompleksniji oblik sporazuma. Kako su u sporazumu tri ili više strana, veoma je teško uspešno pregovarati. Takođe, komplikovani su jer svaka strana u sporazumu ima svoj skup ciljeva koji želi da ostvari. Kada se ova vrsta sporazuma ustaloži, postaje veoma jak sporazum, koji se prostire na veoma velikim područjima. Najveći multilateralni trgovinski sporazum je Severnoamerički sporazum o slobodnoj trgovini(NAFTA) između SAD-a, Kanade i Meksika.

### Po nivou povezanosti
Postoji veliki broj različitih trgovinskih sporazuma, počevši od manje kompleksnih (Severnoamerički sporazum o slobodnoj trgovini)
, pa sve do kompleksnijih (Evropska unija). Nivo ekonomske povezanosti zavisi od specifičnog tipa trgovinskih dogovora i politika usvojenih u okviru trgovinskog bloka:
1. Izdvojeni
  - Sporazum o trgovini i investicijama (TIFA)
  - Bilateralni sporazumi o investiranju (BIT)
  - Povlašćeni trgovinski aranžmani (PTA)-ograničeni raspon i visina carinskih umanjenja između carinskih teritorija
    - Sporazum o slobodnoj trgovini uspostavlja zone slobodne trgovine(FTA)-veliko smanjenje ili ukidanje poreza kojima podleže razmena robe i tako omogućavajući slobodno kretanje dobara, a u naprednijim sporazumima i smanjenje investicionih ograničenja koje omogućava slobodno kretanje kapitala i usluga
      - Zajedničko tržište-slobodne trgovinske zone sa značajno smanjenim ili uklonjenim ograničenjima omogućavaju slobodno kretanje svih proizvodnih faktora, uključujući slobodno kretanje radne snage i preduzeća, kao i koordinaciju ekonomske politike

  - Valutne unije-sa zajedničkom valutom
2. Kombinovani
  - Carinska unija-slobodne trgovinske zone sa zajedničkim carinskim stopama prema svim zemljama koje nisu u uniji
    - Carinska i monetarna unija-spoj carinske i valutne unije
    - Ekonomska unija-spoj carinske unije sa zajedničkim tržištem
      - Ekonomska i monetarna unija(EMU)-spoj ekonomske i valutne unije
        - Fiskalna unija-zajednička koordinacija značajnih odeljaka fiskalne politike(predložen korak između EMU i potpune ekonomske povezanosti)

### Posebne vrste dogovora
- Sporazum Svetske trgovinske organizacije (STO)
  - dogovori u okviru STO-e (tekstilni dogovor i ostali)
- sada zapostavljeni Multilateralni investicioni sporazum (u okviru Organizacije za ekonomsku saradnju i razvoj)

### Od strane Svetske trgovinske organizacije
Obično se koristi i obaveze trgovinskih sporazuma primenjuju samo na njihove potpisivače.
U okviru Svetske trgovinske organizacije, zaključeni su različiti tipovi sporazuma (pretežno tokom pristupanja novog člana), čiji se uslovi primenjuju na sve članove STO na, takozvanom, najpoželjnijem nivou, što znači da će korisni uslovi, koji su bilateralno ugovoreni sa jednim trgovinskim partnerom, biti, takođe, primenjeni na ostatak članova STO.
STO sve sporazume koji su ugovoreni izvan njenih okvira (i dodeljivanje dodatnih povlastica iznad nivoa najpoželjnijih prema STO, ali primenljivih samo između potpisivača i ne na ostale članove STO), nazivaju povlašćenima. Prema pravilima STO, ovi sporazumi su predmeti određenih zahteva, kao što je prijava STO i opšte uzajamno dejstvo (prednosti treba da važe podjednako za svakog od potpisivača sporazuma), gde su jednostrane prednosti (neki od potpisivača dobijaju povlašćeni pristup tržištu, bez smanjenja sopstvenih tarifa), dozvoljene u posebnim okolnostima i kao privremene mere.
Trgovinski sporazumi, koji su povlašćeni od strane STO, su takođe poznati kao regionalni(RTS), uprkos nepotrebe sklapanja između zemalja unutar određenog regiona. Trenutno je na snazi 205 sporazuma od Jula 2007. Preko 300 je prijavljeno u STO. Broj slobodnih trgovinskih zona je značajno porastao tokom poslednje decenije. Između 1948. i 1994. Opšti sporazum o tarifama i trgovini, prethodnik STO, je primio 124 prijave. Od 1995. je doneto preko 300 trgovinskih sporazuma.
STO dalje klasifikuje ove sporazume na sledeće tipove:
- Roba koja obuhvata sledeće:
  - osnovni povlašćeni trgovinski sporazum (poznat kao zaključni okvirni sporazum)
  - sporazum o slobodnoj trgovini
  - carinska unija
- Usluge koje obuhvataju sledeće:
  - Sporazum ekonomske integracije - bilo koji sporazum, uključujući i povlašćeni trgovinski sporazum, koji, takođe, pokriva usluge

## Rezultat
Trgovinski ugovori su često politički sporni od kada mogu da menjaju ekonomsku tradiciju i da prodube međuzavisnost trgovinskih partnera. Zajednički cilj je efikasno razvijanje kroz "slobodnu trgovinu". Većinom, vlade su podrška daljim trgovinskim sporazumima.
Postojale su, međutim, neke brige koje je iznela STO. Prema Paskal Lemiju, generalnom direktoru STO, produktivnost regionalnih sporazuma "...je uznemiravajuća briga - brige nekoherentnosti(nepovezanosti), nedoumica, eksponencijalnog rasta cena u poslu, nepredvidivost i čak nepravednost u trgovinskim odnosima." Pozicija STO je takva da dok su opšti trgovinski sporazumi (od strane STO nazvani povlašćeni ili regionalni) korisni za razvoj, od mnogo većeg značaja su globalni sporazumi u okviru STO, kao što su pregovaranja o trenutnoj Doha rundi.
Anti-globalizacijski pokret se protivi tako definisanim sporazumima, ali su se neke grupe usaglasile sa tim pokretom, na primer zelene partije, tražeći provizije sigurne razmene koje, po njihovom mišljenju, umanjuju loše uticaje globalizacije.